# Qannabet Broumana
Qannabet Broumana (arabe : قنبات برمانا ) est un village libanais situé dans le caza du Metn au Mont-Liban au Liban. La population est presque exclusivement chrétienne.